# Вин
Вин (на виетнамски: Vinh) e град във Виетнам. Населението му е 215 577 жители (по данни от 2009 г.), а площта 105 кв. км. През 2008 г. градът получава статут на клас 1 град, единият от 5-те такива града във Виетнам. Средната годишна температура е около 24 градуса.